# HD 196852
HD 196852，又名BD+29 4121，SAO 70323、HR 7904，是一颗恒星，视星等为5.68，位于銀經72.12，銀緯-6.72，其B1900.0坐标为赤經20h 34m 52.5s，赤緯+29° -6.72′ 2″。